# Cadillac CTS

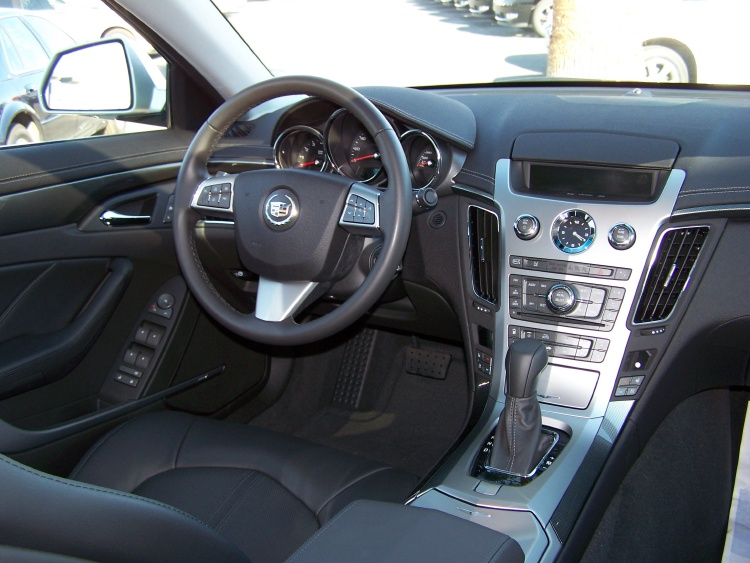
Интерьер Cadillac CTS Седан 2012 года

Cadillac CTS (Catera Touring Sedan) — автомобиль бизнес-класса марки Cadillac. Выпускается с 2002 года, на рынках Европы появился в конце того же года. В 2007 появилось второе поколение с измененным дизайном. В 2009 появилась версия универсал, а купе — в 2010.

## Первое поколение
Cadillac CTS был представлен как замена модели Cadillac Catera в 2002. Основной его конкурент — Lincoln LS. Дизайн (дизайнер Уэйн Черри) угловатый и грубый, навеянный концептом Evoq. 16-дюймовые колесные диски устанавливаются в серии, в то время как версии «премиум» и «спорт» версии получают более широкие колеса.
CTS использует новую платформу под названием «Sigma». Независимые передняя и задняя подвески обеспечивают больший комфорт на дороге. Дисковая тормозная система StabiliTrak
позволяет водителю не потерять контроль над своим транспортным средством. Коробок передач две: пятиступенчатая механическая коробка Getrag и автоматическая Hydramatic.

### Cadillac CTS-V
Относится к т.н. V-серии — мощных автомобилей, представленных в 2004 году для конкуренции с другими производителями спортивных седанов (таких как BMW M5, Mercedes-Benz E63 AMG и Audi RS6. CTS-V участвовал в SPEED World Challeng; автомобили для гонок подготовлены компанией Pratt & Miller. Оснащался двигателем V8 5,7 л, а затем и 6,0 л мощностью 400 л.с. Максимальная скорость — 257 км/ч, разгон до 100 км/ч — 5 сек.

### Двигатели
Оснащался только бензиновыми двигателями:
- 2,6 л V6 181 л.с. (2002—2005)
- 2,8 л V6 215 л.с. (2005—2007)
- 3,2 л V6 218 л.с. (2002—2005)
- 3,6 л V6 257 л.с. (2005—2007)
- 5,7 л V8 400 л.с. (2004—2005)
- 6,0 л V8 400 л.с. (2005—2007)

## Второе поколение

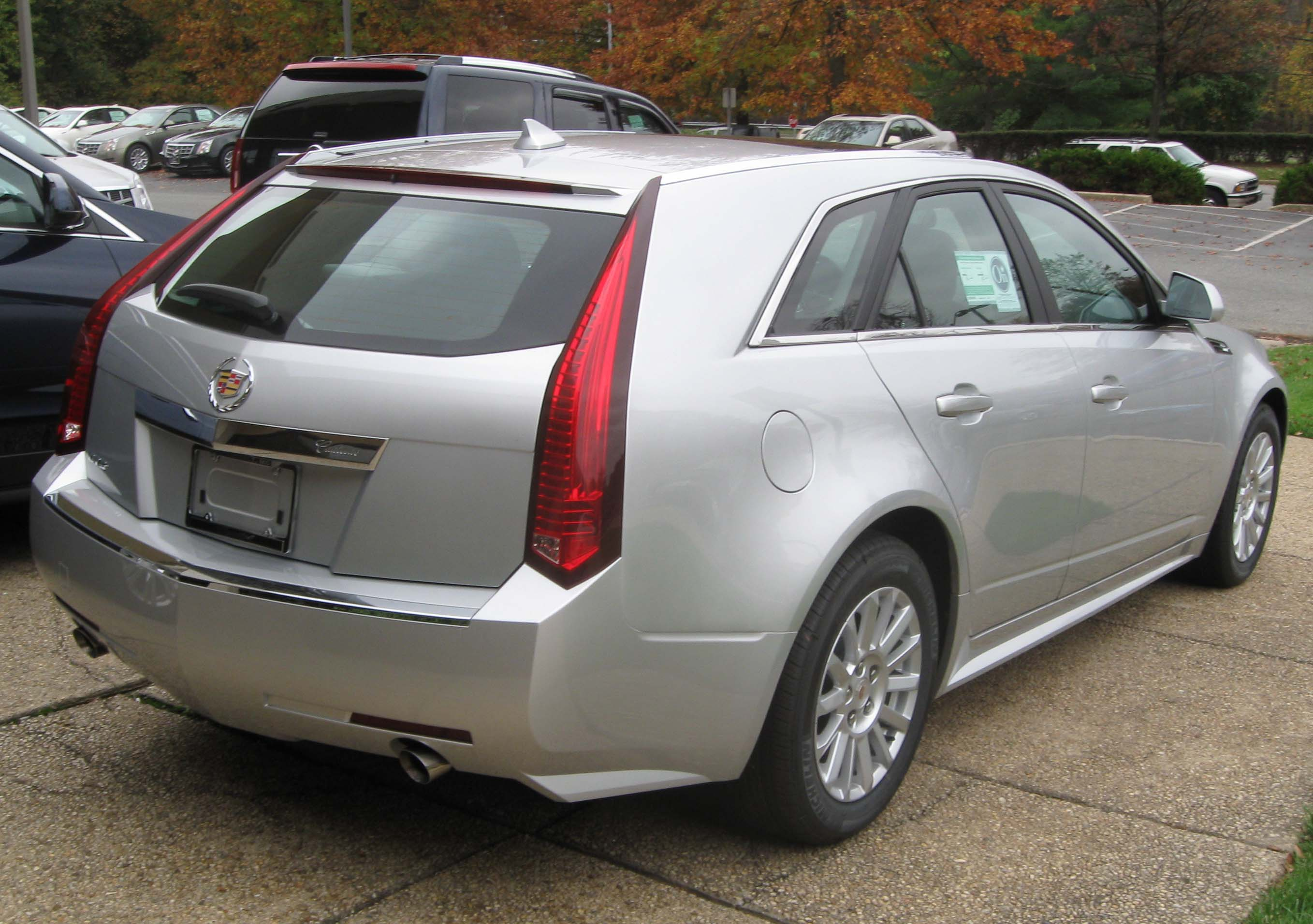
Cadillac CTS wagon выпуска 2010 года

В конце 2007 года Cadillac выпустил второе поколение CTS. Он увеличился в размерах, получил более спортивное шасси и подвеску.

### Cadillac CTS-V
Второе поколение получило новый V8 мощностью 556 л.с. (564 л.с. в Европе). По заявлению производителя, разгон до 100 км/ч составляет 4,2 с, максимальная скорость — 282 км/ч для модели с автоматической коробкой передач и 308 км/ч — для версии с механической коробкой передач.

### CTS Wagon
Второе поколение будет иметь версию универсал под названием Sportwagon (хотя первое поколение имело только версию седан). Будет оборудовано двумя бензиновыми двигателями: 3.0 л V6 270 л.с. и V6 3,6 VVT 304 CH.

### CTS Coupe
В ноябре 2008 года Cadillac представил окончательную версию купе CTS на выставке в Лос-Анджелесе. CTS Coupe с двигателем V6 объёмом 3,6 л и мощностью 304 л.с. продаётся с 2010 года.

## Третье поколение

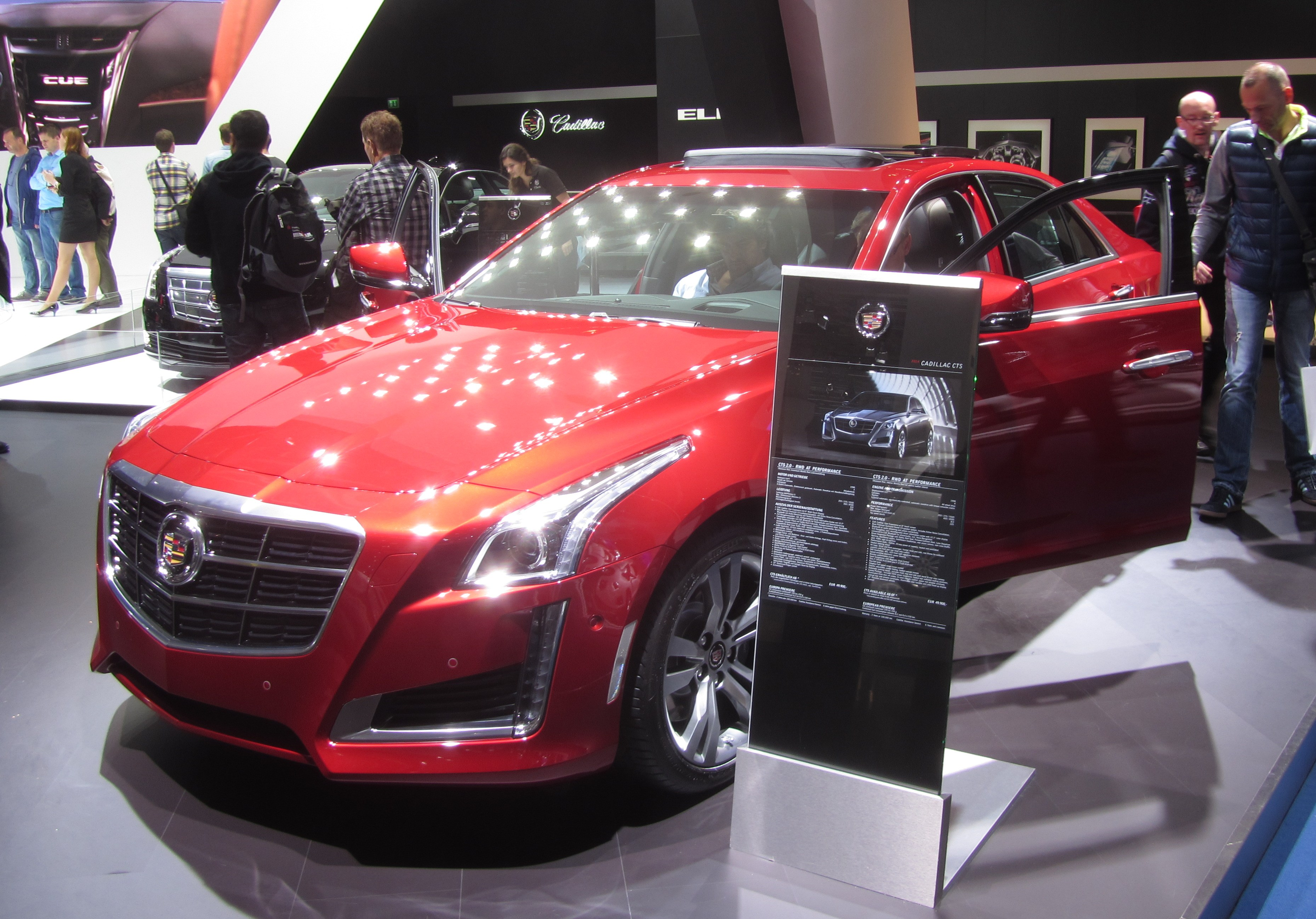

Премьера Cadillac CTS полностью нового, третьего поколения состоялась на Нью-Йоркском автосалоне 2013 года как автомобиля 2014 модельного года. Кроме прочего машина получила новый твин-турбо двигатель 3.6 (426 л.с.) и 8-ступенчатую КП.

## Продажи в США
На внутреннем рынке CTS значительно популярнее, чем в Европе. В 2009 продажи упали из-за экономического кризиса.
| Год   | Продажи | Рост/падение |
| ----- | ------- | ------------ |
| 2002  | 37 976  | -            |
| 2003  | 49 392  | +30,1 %      |
| 2004  | 57 211  | +15,8 %      |
| 2005  | 61 512  | +7,5 %       |
| 2006  | 54 846  | −10,8 %      |
| 2007  | 57 029  | +4 %         |
| 2008  | 58 774  | +3,1 %       |
| 2009  | 38 817  | −34 %        |
| 2010  | 45 656  |              |
| Всего | 444 313 |              |